# Aurelio Joaniquet
Aurelio Joaniquet y Extremo (Forcat, 1895-Barcelona, mayo de 1963) fue un abogado, periodista, escritor y político monárquico español.

## Biografía
Nacido en la localidad oscense de Forcat en 1895, vivió en Barcelona desde los siete años de edad. Licenciado en derecho, fue secretario de la Asociación de Prensa Diaria de Barcelona durante la presidencia de Eugenio d'Ors. Trabajó como articulista en El Noticiero Universal, y fue colaborador de la Revista de Derecho Comercial.
Nacionalista monárquico, y miembro durante la Segunda República de Peña Blanca y también de Derecha de Cataluña, organización afiliada a Renovación Española, fue un vocal defensor del sistema corporativo. Durante la dictadura franquista desempeñó los cargos de consejero nacional de FET y de las JONS (13 de septiembre de 1939-14 de julio de 1943) procurador de las Cortes franquistas (1943), y teniente de alcalde del Ayuntamiento de Barcelona durante la alcaldía de Miguel Mateu y Pla. Joaniquet, que fue uno de los 27 procuradores firmantes en junio de 1943 de un escrito a Franco donde se abogaba por la restauración monárquica en la figura de Juan de Borbón, fue cesado como consecuencia de lo anterior de sus cargos políticos por el dictador. Reintegrado a su profesión de abogado, fue miembro de la Academia de Jurisprudencia y Legislación.
Se opuso a la prohibición franquista del uso público del catalán porque eso era dejar todo lo catalán como patrimonio de «rojos y separatistas». En este sentido el 13 de septiembre de 1940, siendo miembro del Consejo Nacional del Movimiento, advirtió al ministro Gamero del Castillo que mantener esa política provocaría el efecto contrario del que se pretendía.
Autor de obras como Calvo Sotelo: una vida fecunda, un ideario político, una doctrina económica (1939) —un perfil biográfico desde el punto de vista de un admirador del personaje, encargado en 1937 y que, censurado por Juan Beneyto por, entre otros motivos, incluir el manifiesto del Bloque Nacional, tuvo que esperar a 1939 para ser publicado— y Alfonso Sala Argemí, Conde de Egara (1955), un balance biográfico del susodicho —igualmente de tipo hagiográfico—, también escribió publicaciones en idioma catalán.
Falleció en Barcelona en mayo de 1963.